# Торре Росса
Торре Росса (итал. Torre Rossa, с итал. — «Красная башня») — романская башня, расположенная в Асти, Италия.
Имеет примерно 24 метра (79 фута) в высоту и форму 16-тистороннего многоугольника.

## История
Башня — одно из старейших зданий Асти. Она строилась в разные эпохи: красная часть была построена в I веке до нашей эры, а самая высокая часть была построена из туфа в XI веке. Вероятно, это была одна из двух башен городских ворот римского периода.
Считается, что на этом месте святой Секунд Астиский был заключен в тюрьму, а затем обезглавлен 30 марта 119 года.
В XII веке башня стала колокольней соседней церкви и сохраняет эту функцию до сих пор.
Подвал башни был засыпан и замурован для повышения устойчивости.
На башне до 1777 года был установлен медный шпиль, который снесли из-за небезопасности.